# Guru (rappeur)
«  Keith Elam » redirige ici. Pour les autres significations, voir Elam.
Pour les articles homonymes, voir Guru.
Guru, de son vrai nom Keith Elam né le 17 juillet 1961 à Roxbury et décédé le 19 avril 2010 à New York, est un rappeur américain. Il était le MC du groupe Gang Starr qu'il avait fondé avec DJ Premier en 1989. About.com le cite dans son Top 50 des « MCs de notre époque ».

## Biographie

### Jeunesse
Elam est né dans le quartier de Roxbury, à Boston, dans le Massachusetts. Son père, Harry, est juge, et sa mère, Barbara, est gérante d'une bibliothèque scolaire à Boston. Il étudie à l'Advent School de Beacon Hill à Boston, à la Noble and Greenough School de Dedham, et à la Cohasset High School de Cohasset. Elam est diplômé du Morehouse College d'Atlanta. Il abandonne ensuite les études pour se lancer dans une carrière dans le hip-hop. Elam travaille temporairement dans des services sociaux.

### Carrière musicale

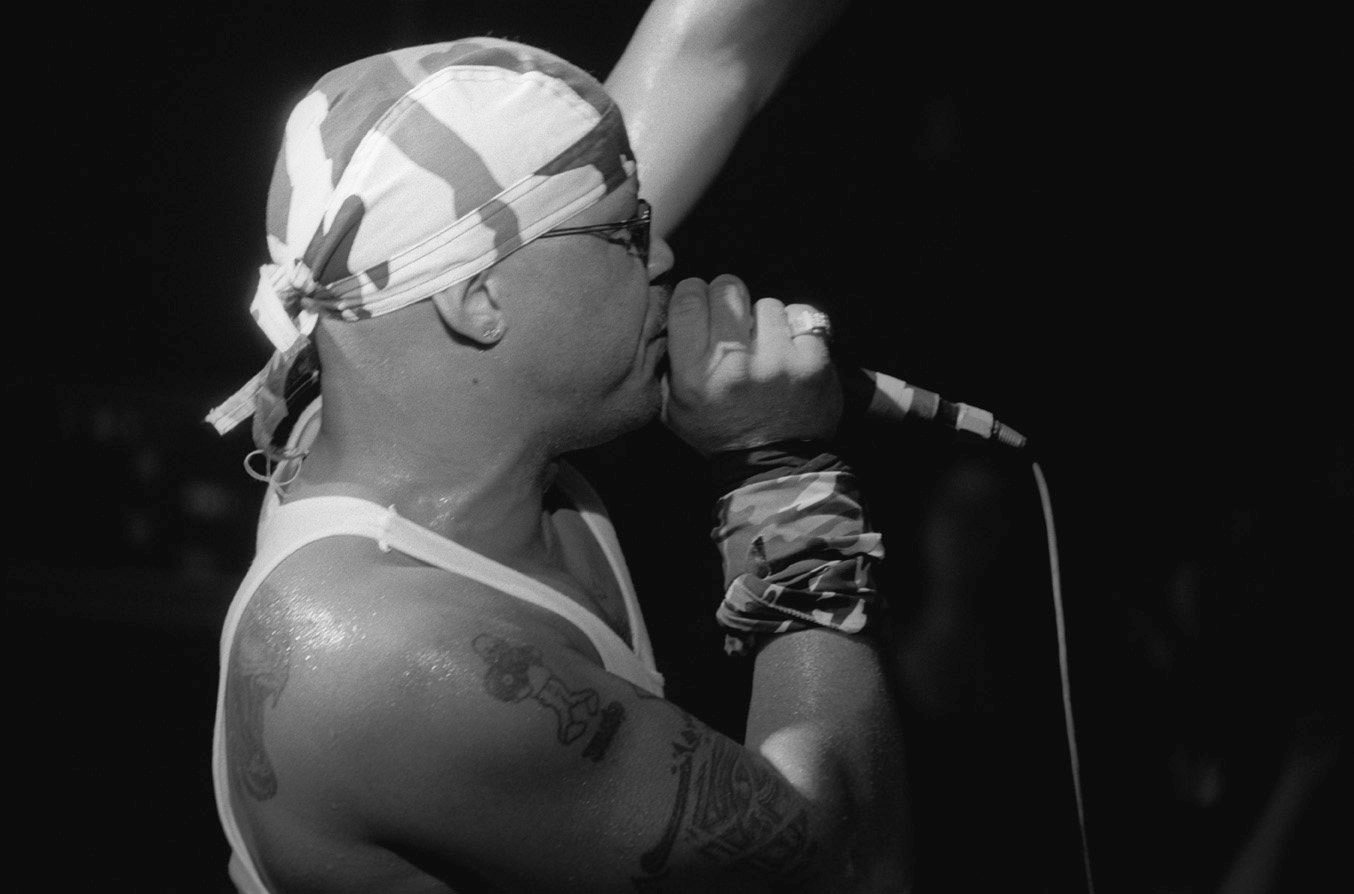
Guru avec Gang Starr, en Allemagne, 1999.

Elam se lance dans la musique sous le nom de MC Keithy E, mais change par la suite de nom pour Guru. Guru est un acronyme de Gifted Unlimited Rhymes Universal. Il fonde Gang Starr en 1987. Le groupe publie initialement trois albums, produit par DJ Mark the 45 King, au label Wild Pitch Records, mais sont peu remarqués par la presse spécialisée,. Après quelques modifications dans la formation, le groupe se compose du rappeur Guru et du beatmaker DJ Premier. Gang Starr publie son premier album No More Mr. Nice Guy au label Wild Pitch Records ; le groupe se popularise considérablement, et publie six albums entre 1989 et 2003, acclamés par la presse spécialisée. Deux albums, Moment of Truth (1998) et la compilation Full Clip: A Decade of Gang Starr (1999), sont certifiés disque d'or aux États-Unis par la RIAA.
En 1993, Guru publie son premier LP solo, bien que toujours membre de Gang Starr. Jazzmatazz, Vol. 1 fait participer Donald Byrd, N'Dea Davenport, MC Solaar, et Roy Ayers, et est bien accueilli par la presse spécialisée. Son deuxième album solo, Jazzmatazz, Vol. 2: The New Reality, fait participer Chaka Khan, Ramsey Lewis, Branford Marsalis, et Jamiroquai. Le troisième album de la série est publié en 2000, mais est moins bien accueilli que ses prédécesseurs. En 1994, Guru participe à la compilation de Red Hot Organization, intitulée Stolen Moments: Red Hot + Cool.
Concernant ses albums Jazzmatazz, Guru explique à Pete Lewis de Blues and Soul : « Avant, en '93—quand je commençais avec mon projet Jazzmatazz—Je remarquais qu'il y en avait beaucoup qui reprenaient des breaks jazz pour faire du hip-hop. Mais même si je pensais que c'était cool, je voulais passer au niveau supérieur et créer un nouveau genre en faisant un jam sur des beats de hip-hop avec quelques rappeurs de l'époque. Tu sais, c'était expérimental, mais je savais que ça resterait dans l'histoire. »
Le premier album solo de Guru, qui ne fait pas partie de la série Jazzmatazz, Baldhead Slick and da Click, est publié en 2001, et mal accueilli par la presse spécialisée. L'album atteint la 22e place des Billboard RnB/Hip Hop Albums. Le septième volet de la saga Guru, Version 7.0: The Street Scriptures, est publié en 2005 à son label, 7 Grand Records. L'album entièrement produit par Solar, atteint la 54e du Billboard RnB Albums, et est accueilli de manière mitigée.
Le dernier album de Guru est le quatrième volet de sa série Jazzmatazz, publié en juin 2007 ; et Guru 8.0: Lost and Found, est publié le 19 mai 2009 (aussi en collaboration avec Solar). Un nouvel album de Gang Starr était prévu, mais ne se fera pas à cause du décès de Guru.

### Décès
Le 28 février 2010, Guru est terrassé par un arrêt cardiaque et, après opération, tombe dans le coma, Il meurt le 18 avril 2010, à 48 ans d'un cancer. Keith Elam (Guru) laisse derrière lui ses parents, trois frères et sœurs, et son fils Keith Casim.
Son ami producteur, Solar, révèle que Guru s'était brièvement réveillé du coma pour rédiger son testament, bien que DJ Premier et les membres de sa famille ne l'ont jamais vu se réveiller. La famille de Guru explique que Solar l'aurait empêchée d'entrer en contact avec Guru avant son décès. La crédibilité du testament est donc remise en cause par la famille de Guru.
DJ Premier produira un mix en hommage à Guru et publie une lettre aux côtés de la sœur de Guru, Patricia Elam.

### Hommages
En France, à Montpellier, une allée a été nommée l'Allée GURU en son hommage (non loin d'une autre allée portant le nom d'un autre grand nom de la scène hip-hop américaine, l'Allée Jay Dee, là aussi en hommage).

## Discographie

### Albums studio
- 1993 : Jazzmatazz Vol. 1
- 1995 : Jazzmatazz, Vol. 2: The New Reality
- 2000 : Jazzmatazz Streetsoul
- 2001 : Baldhead Slick & da Click
- 2005 : Version 7.0: The Street Scriptures
- 2007 : Jazzmatazz, Vol. 4: The Hip-Hop Jazz Messenger: Back to the Future
- 2007 : Guru's Jazzmatazz: The Timebomb Back to the Future Mixtape
- 2008 : The Best of Guru's Jazzmatazz
- 2009 : Guru 8.0: Lost and Found

### Albums collaboratifs
- 1989 : No More Mr. Nice Guy (avec Gang Starr)
- 1991 : Step in the Arena (avec Gang Starr)
- 1992 : Daily Operation (avec Gang Starr)
- 1994 : Hard to Earn (avec Gang Starr)
- 1998 : Moment of Truth (avec Gang Starr)
- 1999 : Full Clip: A Decade of Gang Starr (avec Gang Starr)
- 2003 : The Ownerz (avec Gang Starr)
- 2006 : Mass Appeal: The Best of Gang Starr (avec Gang Starr)
- 2019 : One of the Best Yet (avec Gang Starr)

## Filmographie
- 1993 : Who's the Man? : Martin Lorenzo
- 1998 : The Substitute 2 : Little B. (téléfilm)
- 2000 : Train Ride (en) : Jay
- 2001 : Taxis pour cible (3 A.M.) : Hook-Off
- 2002 : Urban Massacre : Cereal Killah
- 2003 : Kung Faux (en) : voix d'Over

## Jeux vidéo
- 2001 : Grand Theft Auto III : voix de 8-Ball[26]
- 2005 : Grand Theft Auto: Liberty City Stories : voix de 8-Ball